# Starček úzkolistý
Starček úzkolistý (Senecio inaequidens) je polokeř z čeledi hvězdnicovité, invazní, do Evropy náhodně zavlečená rostlina, jihoafrický druh rodu starček, který je v České republice považován za naturalizovaný neofyt.

## Výskyt
Rostlina pochází z jižní Afriky, ze severovýchodní části Jihoafrické republiky. Roste tam na strmých kamenitých a málo zapojených travnatých svazích, na křemičitých píscích u břehů řek a přechodně vysychajících vodních toků, okolo komunikací i na volných prostranstvích ve městech. Do západní Evropy byl náhodně zavlečen v 19. století, pravděpodobně s dováženou ovčí vlnou. Projevuje se hlavně jako druh synantropní, roste na plochách nezapojených jinými rostlinami, na okrajích cest a železničních tratích, okolo překladišť, na skládkách zeminy, výsypkách, naplaveninách a na nejrůznějších nevyužívaných místech. Nejlépe mu vyhovují osluněná či polostinná místa s propustnou písčitou, štěrkovitou i hlinitou půdou. Z Evropy západní se postupně rozšiřuje do jižní, střední i severní a začíná se objevovat také jako plevel na obdělávaných polích, pastvinách i vinicích. V původním areálu se vyskytují diploidní i tetraploidní jedinci, do Evropy byli zaneseni jen tetraploidní.
V Česku byl prvně zjištěn roku 1997 v labském překladišti v Děčíně, kam se pravděpodobně dostal s hromadnými substráty. Nejdříve vyrůstal v blízkosti místa zjištění ojediněle, ale začal rychle postupovat do nitra republiky, až se stal lokálně hojným. V současnosti byl pozorován na více než stovce lokalit v termofytiku i mezofytiku Čech i Moravy. Z rozložení míst výskytu lze usuzovat, že jeho šíření je navázáno na hlavní trasy železniční a silniční dopravy. Výsledky mapování výskytu druhu na Moravě a ve Slezsku v letech 2013–2014 potvrdily, že hlavní vstupní branou na dané území je dálniční síť. Zachyceno bylo celkem 58 lokalit, přičemž největší populace (okolo 100 jedinců) byla zaznamenána na dálnici D1 v úseku Pávov – Brno mezi 171,5 km a 172 km. Starček úzkolistý se na rychlostních komunikacích Moravy a Slezska nachází ve všech fázích šíření (počáteční fáze, zachycení, migrační fáze).

## Popis

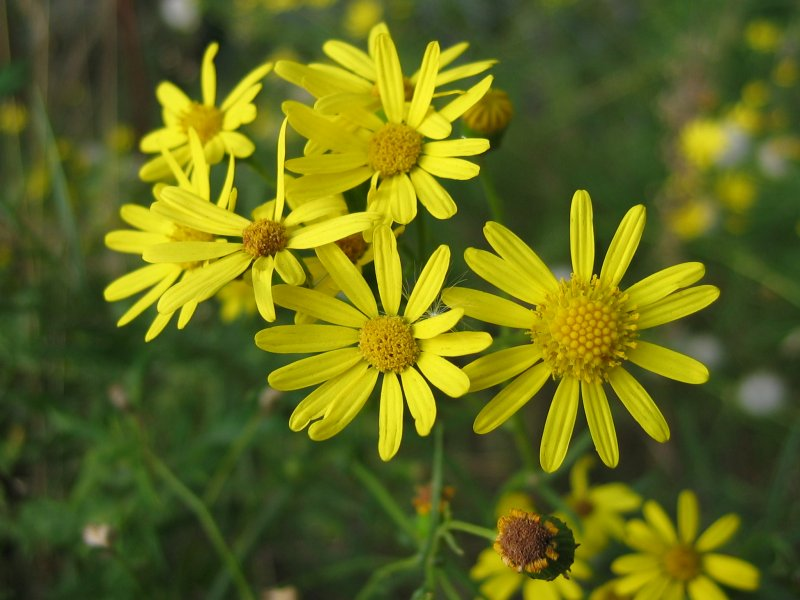
Květy

Starček úzkolistý je krátkověký polokeř (dožívající se 5 až 10 let) s bohatě větvenými a od spodu dřevnatějícími stonky dorůstajícími do výšky 20 až 50 cm. Starší statnější jedinci mívají až široce polokulovitý tvar. Je hustě porostlý střídavými, ouškatou bází přisedlými listy o délce 2 až 5 cm a šířce 1 až 3 mm, v jejichž paždích bývá svazeček drobných lístečků. Listové čepele čárkovitého tvaru bývají celokrajné nebo u vrcholu oddáleně zubaté, s tuhou špičkou na konci.
Na rostlině může vyrůst 80 až 100 jasně žlutých dlouze stopkatých úborů, které mají asi 2 cm v průměru a vytvářejí bohaté chocholíky. V úboru bývá okolo 80 oboupohlavných trubkovitých kvítků a 10 až 15 samičích jazykovitých kvítků s 5 až 8 mm dlouhou ligulou. Zákrov vysoký 6 až 8 mm je tvořen 10 až 20 zelenými, úzce vejčitými listeny s ostrým vrcholem, které mají tmavou špičku, stejně jako drobné listeny zákrovečku.
V prostředí ČR rostliny postupně vykvétají velmi dlouho, od června do listopadu; opylovány jsou létajícím hmyzem, nejsou samosprašné. Plody jsou válcovité, asi 3 mm dlouhé hustě chlupaté nažky se snadno opadavým bílým chmýrem asi 6 mm dlouhým.

## Rozmnožování

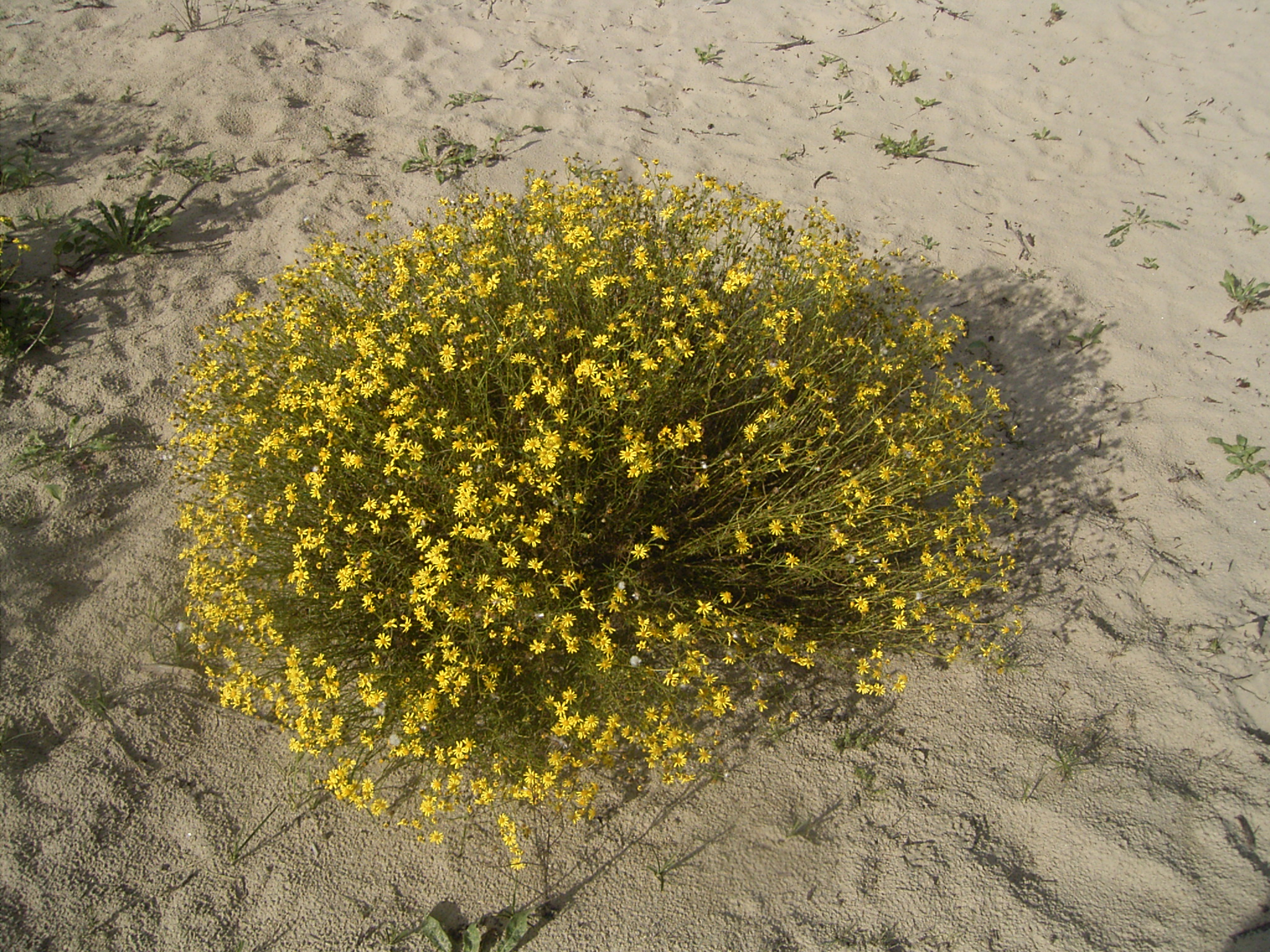
Starší rostlina

Tento druh se může rozmnožovat pohlavně i vegetativně. Pohlavně se rozmnožuje semeny (nažkami), kterých může statná rostlina za vegetační období vyprodukovat desetitisíce. Nažky dozrálé koncem léta mohou vyklíčit ještě téhož roku, kdežto nažky dozrálé na podzim jsou dormantní a vyklíčí až napřesrok; klíčivost si zachovávají více než dva roky. Do okolí se lehké nažky nejčastěji šíří pohybem vzduchu, tekoucí vodou nebo přichycením na srst zvířat či na vozidla. Vegetativně se rozmnožuje pomocí adventivních pupenů na kořenech.

## Význam
Rostlina je pro savce toxická, obsahuje pyrrolizidinové alkaloidy, např. hepatotoxický senecionin a retrorsin, po rozšíření na pastviny dokáže u zvířat po skrmení vyvolat chronická onemocnění včetně anorexie a průjmu; déletrvající konzumace končí úhynem.
Tento druh je mimořádně odolný proti herbicidům. Nejúčinnější doporučený způsob jeho likvidace je ruční vytahování rostlin z půdy ještě před kvetením; po prostém posečení dobře obráží a větví se. Starček úzkolistý je zařazen do celosvětové databáze invazních rostlin.